# Romana Szyszko-Budycka

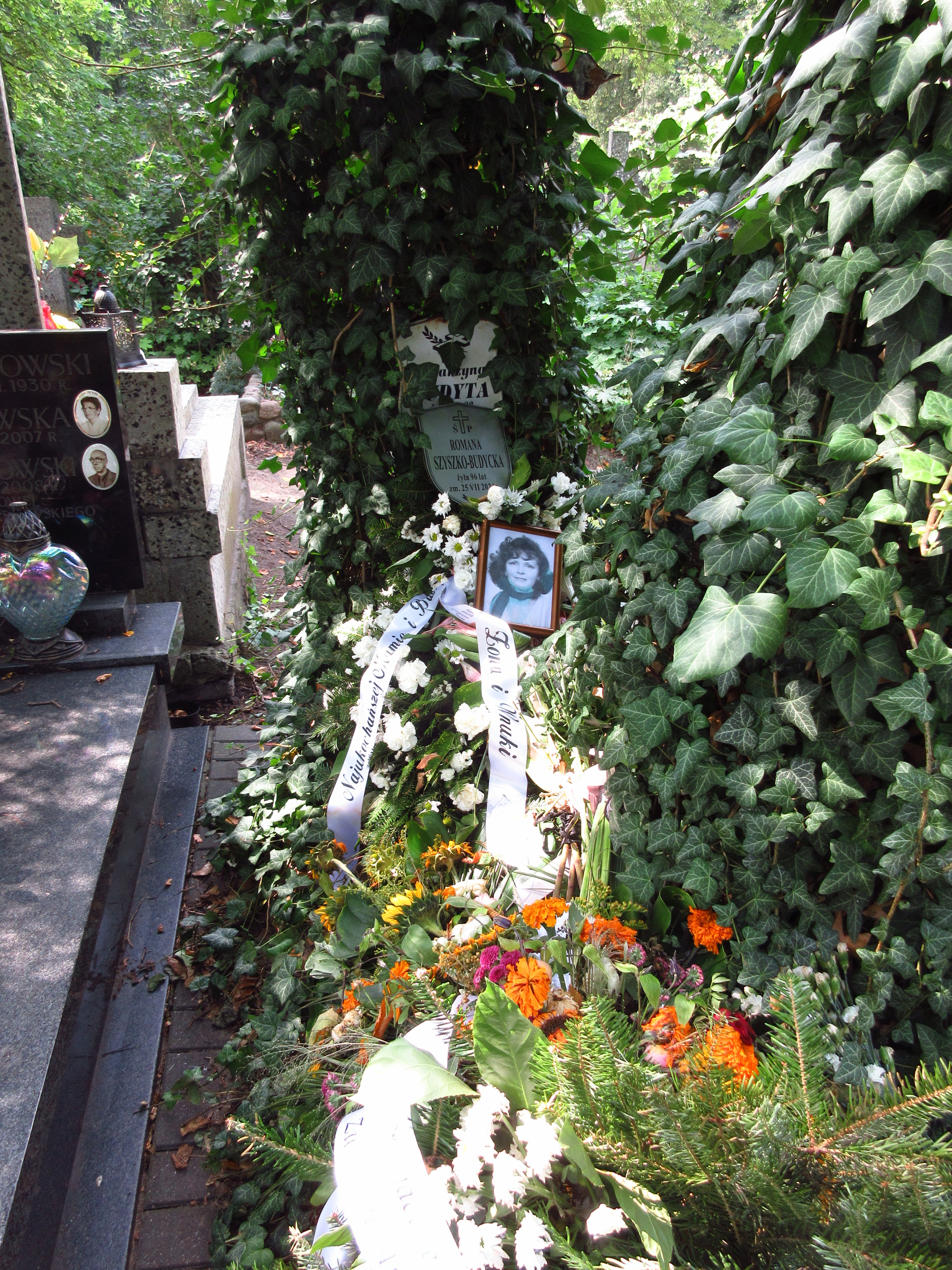
Grób Romany Szyszko-Budyckiej na Cmentarzu Bródnowskim.

Romana Szyszko-Budycka (ur. 28 lutego 1928, zm. 25 lipca 2024) – polska aktorka estradowa i piosenkarka.

## Życiorys
Podczas II wojny światowej jako cywil przeżyła powstanie warszawskie. W latach 1955–1965 była aktorką Teatru Objazdowego Państwowego Przedsiębiorstwa Imprez Estradowych w Warszawie. W 1965 zdała egzamin i uzyskała dyplom aktora estradowego i wokalisty. Związana była również z warszawskimi kabaretami. 
Za działalność estradową została wyróżniona między innymi Złotą Odznaką Estrady Warszawskiej oraz w 2016 roku Honorową Odznaką Ministerstwa Kultury i Sztuki „Zasłużony dla Kultury Polskiej”. Pochowana na cmentarzu Bródnowskim w Warszawie (kwatera 31B-1-15).